# Uakerita Kanoanie
Uakerita Kanoanie – kiribatyjski polityk. 
W latach 1991–1994, był członkiem kiribatyjskiego parlamentu (reprezentował okręg Abaiang). Później stracił miejsce w izbie. Kandydował m.in. w wyborach parlamentarnych w latach 2002, 2003, 2007; w żadnych, nie dostał się do parlamentu.